# Coenotephria approximata
Coenotephria approximata är en fjärilsart som beskrevs av Otto Staudinger 1879. Coenotephria approximata ingår i släktet Coenotephria och familjen mätare. Inga underarter finns listade i Catalogue of Life.